# Cream tea
Il cream tea (anche noto come Devon cream tea, Devonshire tea, e Cornish cream tea) è una variante dell'ora del tè inglese.
Il cream tea è un pasto comprendente tè, scone, clotted cream, confetture e burro. I cream tea vengono proposti in tutte le sale da tè inglesi e sono particolarmente tradizionali nel Devon e nella Cornovaglia. Il pasto è anche conosciuto in alcuni territori del Commonwealth.
Sebbene l'Oxford English Dictionary, riporti che il cream tea inteso come pasto è stato menzionato per la prima volta nel romanzo Picture of Millie (1964) di Philip Maitland Hubbard, si è scoperto che il termine era già comparso in un volume del 3 settembre 1931 del quotidiano The Cornishman.